# 알다프라 FC
알다프라 FC(الظفرة)는 아랍에미리트의 알가르비아를 연고지로 하는 프로 축구 클럽으로 2000년에 창단 되었다. 현재 UAE 아라비안 걸프 리그에 참가하고 있다.

## 수상
- UAE 연방컵
  - 우승 1회: 2012

## 선수 명단

### 현역
참고: FIFA 자격 규정에 따라 소속된 국가대표팀 국기를 표시합니다. 선수는 복수의 FIFA 비회원국 국적을 가지고 있을 수 있습니다.
| 번호 | 포지션 | 국적 | 이름              |
| ---- | ------ | ---- | ----------------- |
| 1    | GK     | 오만 | 마젠 알하라시     |
| 20   | DF     | 가나 | 레너드 아메시메쿠 |

| 번호 | 포지션 | 국적       | 이름               |
| ---- | ------ | ---------- | ------------------ |
| -    | MF     | 우크라이나 | 아그야드 알-베크리 |